# Saint-Didier (Nièvre)
Saint-Didier település Franciaországban, Nièvre megyében. Lakosainak száma 30 fő (2022. január 1.). Saint-Didier Tannay, Dirol, Flez-Cuzy és Lys községekkel határos.

## Népesség
A település népessége az elmúlt években az alábbi módon változott:
| Lakosok száma | 31   | 29   | 32   | 28   | 28   | 29   | 29   | 29   | 30   |
|               | 2013 | 2015 | 2016 | 2017 | 2018 | 2019 | 2020 | 2021 | 2022 |